# Wilhelm Mühlfeld

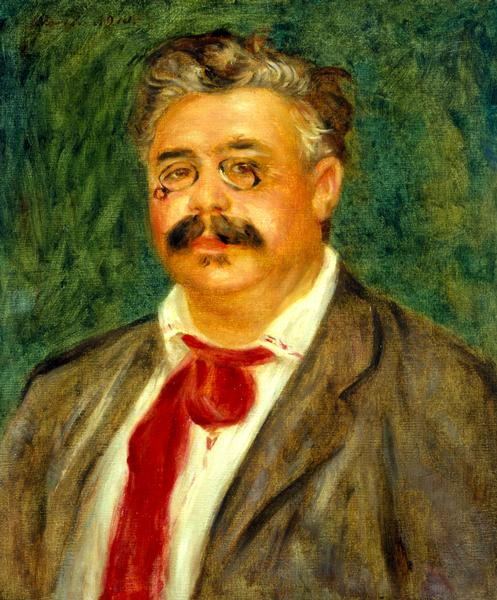
Pierre-Auguste Renoir: Porträt Wilhelm Mühlfeld, 1910

Wilhelm Mühlfeld (* 7. Januar 1851 in Heßberg; † 29. November 1912) war ein deutscher Oboist, Violinist, Bratschist, Musiklehrer, Orchesterleiter und Komponist.

## Leben
Wilhelm Mühlfeld kam als 3. Sohn des Stadtmusikers von Salzungen, Leonhard Mühlfeld, in Heßberg zur Welt. Durch den Vater erlernte er frühzeitig Violine zu spielen und erhielt darüber hinaus Unterricht an verschiedenen Blasinstrumenten. Der Vater entschied später, dass unter den Blasinstrumenten die Oboe zu Wilhelm Mühlfelds Hauptinstrument werden sollte. Bereits im Alter von zehn Jahren sang er im Salzunger Kirchenchor und ein Jahr später trat er mit der Oboe an der Seite seines Vaters und der Brüder unter der Leitung von Carl Müllerhartung bei Sinfoniekonzerten in Eisenach auf.
1869 trat Mühlfeld in die Kapelle des Hessischen Füsilier-Regiments Nr. 80 ein und nahm mit diesem am Deutsch-Französischen Krieg von 1870 bis 1871 teil. Während der Belagerung von Paris hielt er sich mit seinem Musikchor in der Nähe von Versailles auf und spielte wiederholt vor dem preußischen König Wilhelm. Von 1872 bis 1891 gehörte Mühlfeld der Kurkapelle Wiesbaden an und spielte zudem in einem Streichquartett Bratsche. Darüber hinaus gab Mühlfeld in dieser Zeit Musikunterricht und nahm in Frankfurt am Main Unterricht in Komposition. Von 1894 bis 1906 leitete er den Singchor des Vereins der Künstler und Kunstfreunde e.V. Wiesbaden. 1908 folgte die Ernennung zum Königlichen Musikdirektor in Weimar.
Zu Mühlfelds kompositorischem Werk gehören Lieder, Klavierstücke, eine Sonate für Violine und Klavier und eine Romanze für Posaune. Die von ihm geschaffene e-Moll-Sinfonie kam 1905 unter Der Leitung von Wilhelm Berger mit der Meininger Hofkapelle in Hildburghausen zur Aufführung. Mühlfeld starb 1912 an Krebs. 1910 entstand das Porträt von Wilhelm Mühlfeld (heute Southampton City Art Gallery) von Pierre-Auguste Renoir bei einer Reise des Malers nach München.